# Пішково (Міжріченський район)
Пішко́во (рос. Пешково) — присілок у складі Міжріченського району Вологодської області, Росія. Входить до складу Сухонського сільського поселення.

## Населення
Населення — 23 особи (2010; 27 у 2002).
Національний склад (станом на 2002 рік):
- росіяни — 96 %